# Piattaforma di ghiaccio Dotson
La piattaforma di ghiaccio Dotson (74°24′S 112°22′W) è una piattaforma glaciale larga circa 50 km tra la penisola Martin e la penisola Bear davanti alla costa di Walgreen, nella Terra di Marie Byrd, in Antartide.

## Storia
La piattaforma fu mappata per la prima volta dallo United States Geological Survey grazie a fotografie aeree scattate dalla Marina militare degli Stati Uniti d'America (USN) nel gennaio del 1947, nel corso dell'operazione Highjump, e fu in seguito battezzata con il nome attuale dal Comitato consultivo dei nomi antartici (in inglese Advisory Committee on Antarctic Names, US-ACAN), in onore del tenente della USN William A. Dotson, ufficiale della Unità di ricognizione glaciale dell'Ufficio Navale Oceanografico, rimasto ucciso in un incidente durante una missione di ricognizione in Alaska, nel novembre del 1964.

## Mappa
Nelle immagini sottostanti è possibile vedere l'estensione della piattaforma Dotson, dalla penisola Martin alla penisola Bear. 

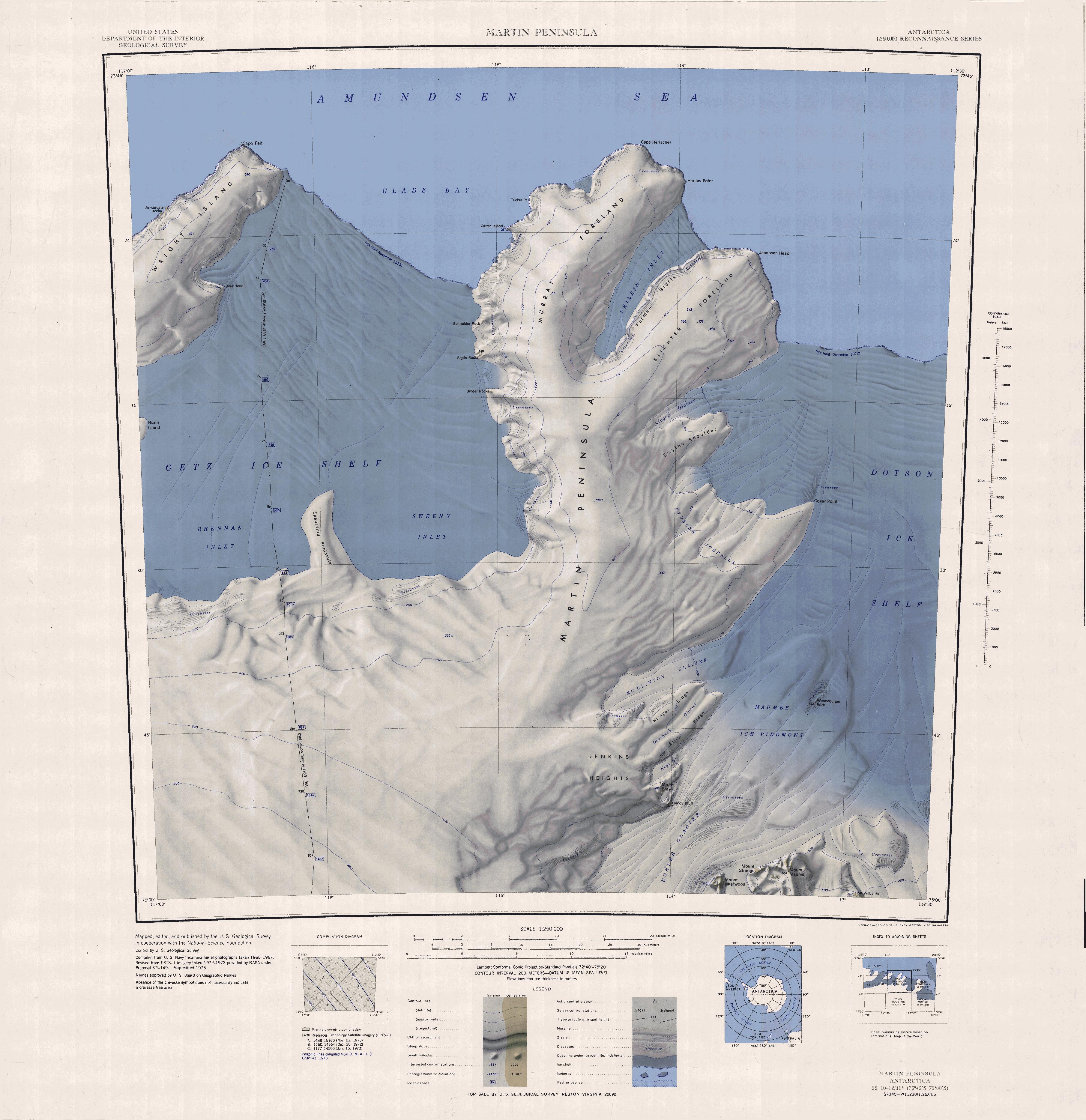
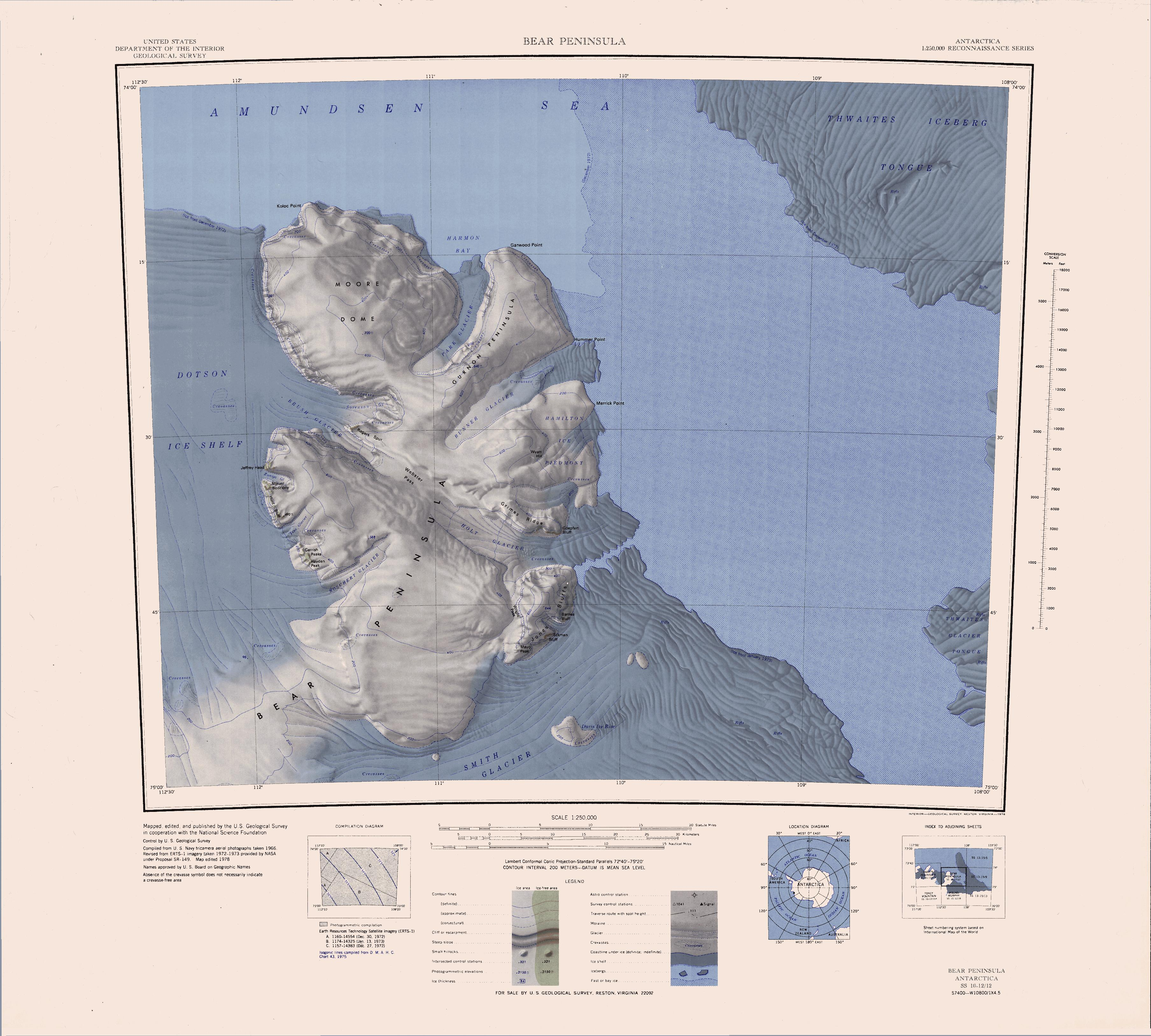